# Raíz napiforme

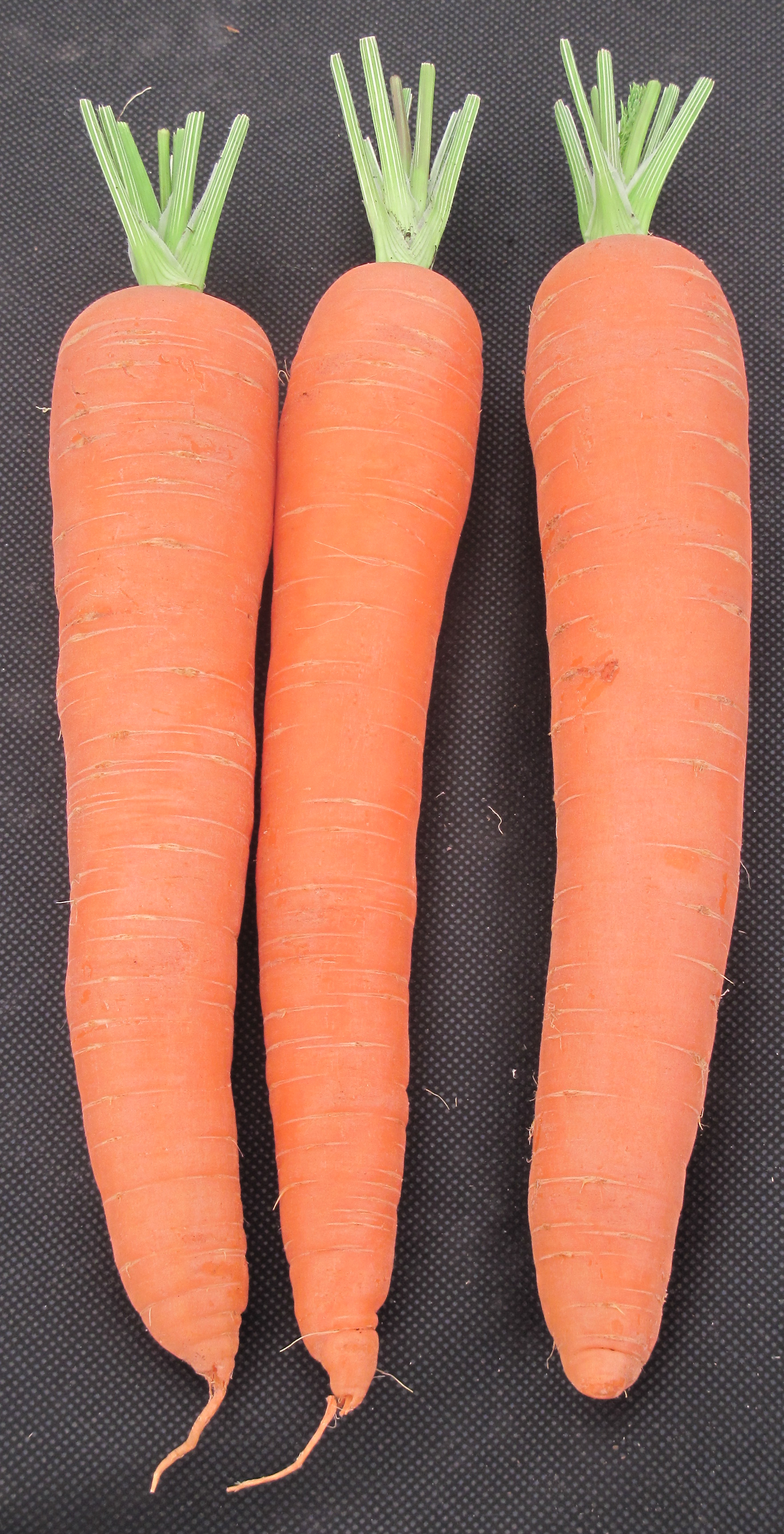
La zanahoria presenta una raíz napiforme.

En botánica, se denomina raíz napiforme (o sea, con forma de nabo) a aquella raíz primaria central, nítida y dominante sobre las raíces laterales, que se engrosa total o parcialmente por acumulación de sustancias de reserva, cumpliendo la función de órgano reservante de nutrientes. Este tipo de raíces especializadas solo se producen en dicotiledóneas. La zanahoria (Daucus carota) y el nabo (Brassica rapa) son ejemplos de raíces napiformes. La mayoría de las veces interviene una gran parte del hipocótilo en la constitución de este tipo de raíces por lo que estos órganos pueden resultar morfológicamente heterogéneos y, a pesar de su semejanza externa, pueden presentar considerables diferencias en su estructura anatómica. 
Así, en las denominadas raíces caulinotuberosas el engrosamiento ocurre tanto en la raíz principal como en el hipocótilo. La remolacha forrajera (Beta vulgaris var. crassa) y el rábano son ejemplos de este tipo de raíz reservante. En el caso del colinabo (Brassica napobrassica) y del apio (Apium graveolens) el segmento del tallo que sigue al hipocótilo, y que incluso presenta hojas normales, también se haya involucrado en el engrosamiento.